# Dipoena ira
Espèce
Dipoena ira est une espèce d'araignées aranéomorphes de la famille des Theridiidae.

## Distribution
Cette espèce est endémique du Brésil. Elle se rencontre dans les États du Rio Grande do Sul, de Santa Catarina, du Paraná, de São Paulo, du Minas Gerais, du Sergipe et du Pernambouc.

## Description
La femelle holotype mesure 2,0 mm.

## Publication originale
- Levi, 1963 : American spiders of the genera Audifia, Euryopis and Dipoena (Araneae: Theridiidae). Bulletin of the Museum of Comparative Zoology, vol. 129, no 2, p. 121-185 (texte intégral).